# Saint-Méloir-des-Bois
Saint-Méloir-des-Bois é uma comuna francesa na região administrativa da Bretanha, no departamento Côtes-d'Armor. Estende-se por uma área de 6,21 km². Em 2010 a comuna tinha 260 habitantes (densidade: 41,9 hab./km²).